# Eledá
Eledá (O Senhor da Criação) é um dos três elementos constituintes da alma humana, conhecido como o “Guardião Ancestral” segundo a tradição iorubá, junto com o emi e o ojiji; reverenciado no ritual do bori.